# Malcolm Middleton
Malcolm Middleton (narozen 31. prosince 1973 ve skotském Falkirku) je skotský hudebník, který se nejvíce proslavil spoluprací s Aidanem Moffatem v post-folkové indie rockové skupině Arab Strap a svým sólo singlem "We're All Going To Die."

## Život
Malcolm se narodil ve skotském Falkirku, kde také vyrůstal. Navštěvoval Graeme High School. V devadesátých letech hrál na kytaru a zpíval v několika punkových kapelách. Nyní žije v Glasgow se svým partnerem.

## Kariéra

### Arab Strap
Hlavní článek: Arab Strap
V roce 1995 založil Malcolm spolu s Aidanem Moffatem, s kterým ho spojovala obliba takových hudebníků, jako je například Smog a Will Oldham, skupinu s názvem Arab Strap.

### "We're All Going To Die"
V roce 2007 Malcolm napsal píseň o "osamělém umírání", jež byla úvodní skladbou celého alba. "We're All Going To Die" vyšlo jako singl 17. prosince a pravděpodobnost, že obsadí první příčku ve vánoční hitparádě byla 1000:1. Avšak díky podpoře komunitních webů a DJ Colina Murraye z BBC Radia 1 se pravděpodobnost zvýšila na 9:1 a Middletonova píseň se stala čtvrtým nejoblíbenějším vánočním hitem, za Leonou Lewis, Katie Melua s Evou Cassidy a vítězkou X Factoru Leon Jackson.
Murrayova podpora skladby reagovala na opakující se složení vánočního žebříčku, plného uměle vyrobených popových umělců z X Factoru. Middleton řekl, že navzdory negativnímu názvu písně skladba dokonale vystihuje ducha Vánoc – potřebu užívat si života, dokud to jde.

### Alba
- 5:14 Fluoxytine Seagull Alcohol John Nicotine (2002)
- Into The Woods (2005)
- A Brighter Beat (2007)
- Sleight of Heart (2008)

### Singly
| Rok  | Skladba                              | Album           | Nahrávací společnost |
| ---- | ------------------------------------ | --------------- | -------------------- |
| 2004 | "Ryanair Song"                       | (žádné)         | Nowhere Fast         |
| 2005 | "Loneliness Shines"/"No Modest Bear" | Into The Woods  | Chemikal Underground |
| 2005 | "Break My Heart"                     | Into The Woods  | Chemikal Underground |
| 2007 | "A Brighter Beat"                    | A Brighter Beat | Full Time Hobby      |
| 2007 | "Fuck It, I Love You"                | A Brighter Beat | Full Time Hobby      |
| 2007 | "Fight Like The Night"               | A Brighter Beat | Full Time Hobby      |
| 2007 | "We're All Going To Die"             | A Brighter Beat | Full Time Hobby      |